# عصب (مدينة)
عصب مدينة إريتيرية على ساحل البحر الأحمر ذات أهمية إستراتيجية بالغة في المنطقة وقد كانت الميناء الرئيسي لإثيوبيا إبان الاحتلال الإثيوبي لإرتيريا، وقبل ذلك كانت مدينة عصب جزء من سلطنة أوسا العفريه ثم أخذ النفوذ الإيطالي يتعاظم في القرن الأفريقي والبحر الأحمر مما مهد لإيطاليا إنشاء مستعمرتها في إرتريا.

## المناخ
يظهر الجدول التالي التغييرات المناخية على مدار السنة لعصب:
| البيانات المناخية لـعصب                                         | البيانات المناخية لـعصب | البيانات المناخية لـعصب | البيانات المناخية لـعصب | البيانات المناخية لـعصب | البيانات المناخية لـعصب | البيانات المناخية لـعصب | البيانات المناخية لـعصب | البيانات المناخية لـعصب | البيانات المناخية لـعصب | البيانات المناخية لـعصب | البيانات المناخية لـعصب | البيانات المناخية لـعصب | البيانات المناخية لـعصب |
| الشهر                                                           | يناير                   | فبراير                  | مارس                    | أبريل                   | مايو                    | يونيو                   | يوليو                   | أغسطس                   | سبتمبر                  | أكتوبر                  | نوفمبر                  | ديسمبر                  | المعدل السنوي           |
| --------------------------------------------------------------- | ----------------------- | ----------------------- | ----------------------- | ----------------------- | ----------------------- | ----------------------- | ----------------------- | ----------------------- | ----------------------- | ----------------------- | ----------------------- | ----------------------- | ----------------------- |
| الدرجة القصوى °م (°ف)                                           | 37.0 (98.6)             | 37.0 (98.6)             | 40.0 (104.0)            | 43.0 (109.4)            | 43.2 (109.8)            | 46.2 (115.2)            | 49.0 (120.2)            | 48.4 (119.1)            | 46.8 (116.2)            | 43.0 (109.4)            | 39.0 (102.2)            | 36.5 (97.7)             | 49.0 (120.2)            |
| متوسط درجة الحرارة الكبرى °م (°ف)                               | 31.3 (88.3)             | 31.7 (89.1)             | 33.8 (92.8)             | 36.0 (96.8)             | 37.0 (98.6)             | 38.5 (101.3)            | 41.2 (106.2)            | 40.9 (105.6)            | 38.1 (100.6)            | 36.5 (97.7)             | 33.9 (93.0)             | 31.6 (88.9)             | 35.5 (95.9)             |
| المتوسط اليومي °م (°ف)                                          | 26.3 (79.3)             | 26.7 (80.1)             | 28.5 (83.3)             | 30.5 (86.9)             | 32.0 (89.6)             | 33.1 (91.6)             | 35.0 (95.0)             | 34.6 (94.3)             | 32.9 (91.2)             | 31.2 (88.2)             | 28.8 (83.8)             | 26.9 (80.4)             | 30.5 (86.9)             |
| متوسط درجة الحرارة الصغرى °م (°ف)                               | 21.3 (70.3)             | 21.7 (71.1)             | 23.2 (73.8)             | 25.1 (77.2)             | 27.0 (80.6)             | 28.5 (83.3)             | 30.3 (86.5)             | 29.9 (85.8)             | 28.5 (83.3)             | 26.0 (78.8)             | 23.7 (74.7)             | 22.2 (72.0)             | 25.6 (78.1)             |
| أدنى درجة حرارة °م (°ف)                                         | 11.9 (53.4)             | 12.4 (54.3)             | 13.7 (56.7)             | 14.0 (57.2)             | 14.4 (57.9)             | 17.5 (63.5)             | 19.6 (67.3)             | 19.9 (67.8)             | 16.0 (60.8)             | 15.0 (59.0)             | 14.5 (58.1)             | 12.1 (53.8)             | 11.9 (53.4)             |
| معدل هطول الأمطار مم (إنش)                                      | 4.0 (0.16)              | 6.7 (0.26)              | 1.8 (0.07)              | 3.6 (0.14)              | 1.7 (0.07)              | 0.2 (0.01)              | 6.9 (0.27)              | 2.8 (0.11)              | 1.1 (0.04)              | 1.0 (0.04)              | 4.5 (0.18)              | 4.8 (0.19)              | 39.1 (1.54)             |
| متوسط الأيام الممطرة (≥ 1.0 mm)                                 | 1                       | 1                       | 0                       | 0                       | 0                       | 0                       | 1                       | 0                       | 0                       | 0                       | 0                       | 0                       | 3                       |
| متوسط الرطوبة النسبية (%)                                       | 62                      | 68                      | 61                      | 54                      | 58                      | 57                      | 50                      | 54                      | 62                      | 54                      | 55                      | 61                      | 58                      |
| المصدر #1: NOAA, الأرصاد الجوية الألمانية (humidity, 1937–1970) |                         |                         |                         |                         |                         |                         |                         |                         |                         |                         |                         |                         |                         |
| المصدر #2: Meteo Climat (record highs and lows)                 |                         |                         |                         |                         |                         |                         |                         |                         |                         |                         |                         |                         |                         |